# Acusma
Secondo la definizione del critico cinematografico e musicista concreto Michel Chion, l'ácusma è un «fantasma sensoriale» costituito da un suono la cui sorgente (o fonte d'emissione) risulta invisibile a chi ascolta.
Al cinema si danno due casi principali di ácusma:
- Il suono deriva da una fonte in-campo che però è una radio, un giradischi, un telefono (oggetti «acusmatici» per antonomasia)
- Il suono deriva da una fonte fuori-campo che esiste però in quanto personaggio invisibile (è il caso delle voci narranti che non corrispondono a nessun personaggio della diegesi)

Secondo Chion l'ácusma perfetto è rappresentato dal personaggio di Griffin, L'uomo invisibile nella pellicola di James Whale (a partire dal momento in cui si spoglia dei suoi abiti visibili ed è percepito solo attraverso la voce dell'attore Claude Rains).